# Erich Rinner (Trompeter)
Erich Rinner (* 23. Oktober 1960 in Schwaz, Tirol) ist ein österreichischer Solotrompeter.

## Leben und Wirken
Rinner studierte am Tiroler Landeskonservatorium bei Hans Zorn und an der Musikhochschule München bei Walter Uhlemann Trompete.
Nach seinem Wirken an der Oper Frankfurt und als Solo-Trompeter am Hessischen Staatstheater Wiesbaden war er von 1983 bis 2002 stellvertretender Solo-Trompeter bei den Münchner Philharmonikern. Außerdem ist er Gründungsmitglied und Trompeter des Ensembles Blechschaden (Blechbläser der Münchner Philharmoniker).
Seit 1992 ist Rinner Dozent für Trompete am Tiroler Landeskonservatorium. Er ist Fachbereichsleiter für Blech, Schlagwerk und LG Blasorchester und seit 2016 Direktor-Stellvertreter. 2012 wurde ihm der Berufstitel „Professor“ verliehen.
Weiters verfasste Rinner eine Serie von praxisnahen Lehrbüchern, Duetten und Etüden für Trompete.

## Publikationen
- Meine täglichen Übungen für Trompete. Echo-Musikverlag.
- Lehrbuch für Trompete. Teil 1. Echo-Musikverlag.
- Lehrbuch für Trompete. Teil 2. Echo-Musikverlag.
- Meine ersten Solostücke für Trompete und Klavier. Teil 1. Echo-Musikverlag
- Meine ersten Solostücke für Trompete und Klavier. Teil 2. Echo-Musikverlag.
- 44 Etüden für Trompete. Echo-Musikverlag.
- 20 Trompeten-Duette. Echo-Musikverlag.
- Etüden für Trompete. Edition Rinner.